# مسجد سنگان
مسجد سنگان مربوط به دوره قاجار است و در شهرستان رشتخوار، بخش مرکزی، دهستان آستانه، روستای سنگان واقع شده و این اثر در تاریخ ۶ اسفند ۱۳۸۵ با شمارهٔ ثبت ۱۷۴۲۹ به‌عنوان یکی از آثار ملی ایران به ثبت رسیده است.